# 평택서부공설운동장
평택서부공설운동장(平澤西部公設運動場, Pyeongtaek Seobu Public Stadium)은 대한민국 경기도 평택시에 있는 스포츠 시설이다. 천연잔디 필드와 토사 트랙이 갖춰진 다목적 경기장이며, 1996년에 준공되었다.

## 참고 문헌
- 《전국 공공체육 시설 현황 (2017년말 기준)》. 대한민국 문화체육관광부. 2019.
- 《2019년 전국 공공체육시설 현황 (2018년말 기준)》. 대한민국 문화체육관광부. 2020.
- 《2023 전국 공공체육시설 현황 (2022년 12월말 기준)》. 대한민국 문화체육관광부. 2024.